# Melanie Mikala
Melanie Mikala (* 3. Mai 1987) ist eine deutsche Bogenschützin. Ihr Verein ist der 1. Bogensportclub Karlsruhe.

## Leben
Melanie Mikala kam durch ihren Vater Joachim Mikala in Kontakt mit dem Bogensport. Ihre Mutter Monika Mikala, eine Bogenschützin und Trainerin, nahm sich ihrer früh an und förderte sie. Lange Zeit wurde sie von Falk Thiele begleitet und trainiert. Neben ihrer Karriere als Bogenschützin absolviert sie ein Studium der Sozialpädagogik und arbeitet als Trainerin für ein Bogensport-Unternehmen.

## Karriere
Melanie Mikala ist aktive Bogenschützin seit 1999 und wurde wiederholt Landesmeisterin bei FITA und Feld. 2004 wurde sie schließlich Schützin im Bundeskader des Deutschen Bogensport-Verbandes und hat in dieser Zeit vier deutsche Rekorde aufstellen können. Mit dem Verein Bogenfreunde Baden siegte sie bei der Deutschen U20-Meisterschaft im Compoundbogenschießen.
Weiterhin nahm sie aktiv am Bogensport teil und erreichte im Jahr 2007 den 4. Platz der deutschen Rangliste. Bei der Weltmeisterschaft 2008 in Santo Domingo gelang es ihr im Team den 2. Platz zu erzielen. Ein Jahr später belegte sie bei der Weltmeisterschaft 2009 in Ulsan den 6. Platz und wurde zudem Deutsche Meisterin.
2010 hat sie bei der Deutschen Meisterschaft die alte nationale Bestleistung um einen Ring überboten und einen neuen Rekord aufgestellt.

## Presse
- Artikel der Pforzheimer Zeitung zur Deutschen Meisterschaft 2010
- Artikel des DSB zur Deutschen Meisterschaft 2010
- Bogensport Extra: Interview mit Melanie Mikala

| Personendaten    | Personendaten          |
| ---------------- | ---------------------- |
| NAME             | Mikala, Melanie        |
| KURZBESCHREIBUNG | deutsche Bogenschützin |
| GEBURTSDATUM     | 3. Mai 1987            |